# 브라이언 카우언
브라이언 버나드 카우언(영어: Brian Bernard Cowen 아일랜드어: Brian Ó Comhain, 1960년 1월 10일 ~ )은 아일랜드 출신의 전직 정치인으로, 2008년부터 2011년까지 총리와 피어너 팔의 지도자로 활동했다. 카우언은 1984년부터 2011년까지 레이시오팔리 선거구의 타흐터 달러로 재직했으며, 1992년부터 2011년까지 여러 장관직을 역임했다. 그 중에는 2004년부터 2008년까지 재무부 장관을, 2007년부터 2008년까지 외교부 장관을 역임했다.
카우언은 2008년 5월, 버티 어헌의 사임으로 피어너 팔의 지도자로 선출되었고, 달 에런에 의해 그를 대신해 총리로 지명되었다. 취임 몇 주 후, 그의 행정부는 아일랜드의 금융 및 은행 위기에 직면했다. 카우언은 두 위기 모두를 막지 못했다는 이유로 상당한 비판을 받았으며, 결국 아일랜드 정부가 유럽 연합과 국제 통화 기금에 공식적으로 재정 지원을 요청하면서 아일랜드에서는 국가적 굴욕으로 여겨졌다.
그의 지도부는 이후 피어너 팔에 대한 대중의 지지율이 사상 최저치로 급락했고, 카우언은 한때 8%의 지지율을 기록하는 등 아일랜드 여론조사 역사상 최저 지지율 기록을 세웠다. 2011년 1월, 내각 개편 시도가 실패하고 정치적 압력이 커지면서 카우언은 피어너 팔의 지도자직에서 사임했지만, 다음 달 총선이 치러질 때까지 총리로 남아 있다가 카우언이 정계를 떠나 공식적으로 총리에서 사임하고 2주 후 퇴임했다.

## 피어너 팔의 지도자

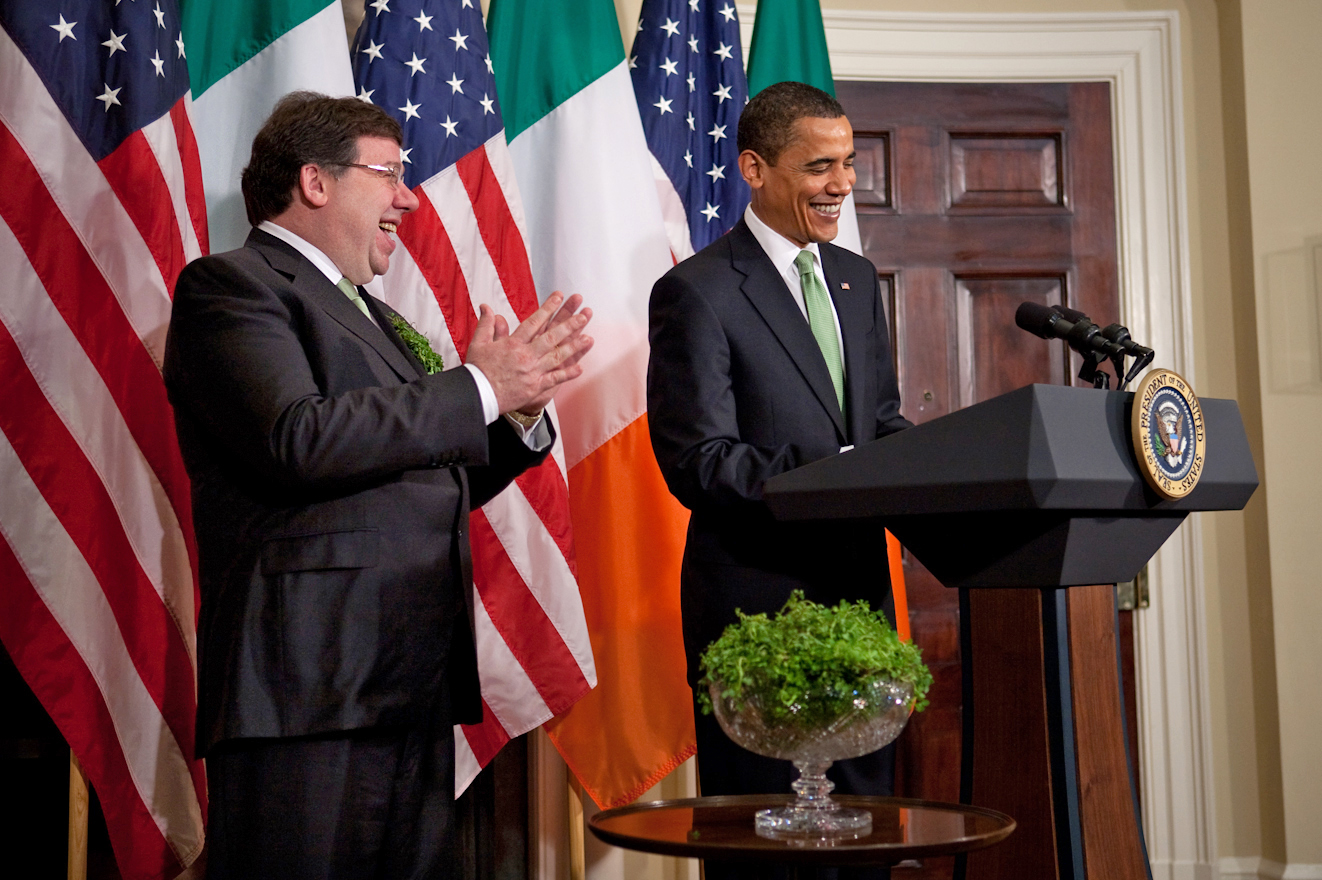
브라이언 카우언이 백악관에서 성 파트리치오 축일을 맞아 버락 오바마 대통령에게 섐록 한 그릇을 선물하고 있다.

카우언은 장관 경력 동안 버티 어헌의 뒤를 이어 피어너 팔의 지도자가 될 유력한 후보로 언론에서 자주 언급되었다. 카우언은 2002년 메리 오루크의 뒤를 이어 당의 부대표로 취임하면서 입지가 강화되었다. 2004년에는 재무부 장관으로 임명되었다. 2007년 총선 이후 카우언은 피어너 팔, PD, 녹색당의 연립정부에서 부총리가 되었다.
2008년 4월 4일, 어헌이 총리와 피어너 팔의 지도자직 사임 의사를 발표한 지 이틀 후, 카우언은 브라이언 레니한과 메리 코플런에 의해 후임자로 지명되었다. 다음 날 그는 이 직책의 유일한 후보로 확정되었다. 그는 2008년 4월 9일, 피어너 팔의 일곱 번째 지도자로 칭송받았고, 어헌의 사임이 2008년 5월 6일부터 발효됨에 따라 취임했다.
2008년 5월 7일, 카우언은 달 에런에 의해 88대 76으로 총리로 지명되었고, 아일랜드 대통령 메리 매컬리스에 의해 임명되었다.
2011년 1월 22일, 그 전 주에 비밀 신임 동의를 얻었음에도 불구하고, 카우언은 2011년 선거를 앞두고 당을 "최선의 위치"로 만들기 위해 당수직에서 물러난다고 발표했다.

## 총리직
임명된 후, 카우언은 피어너 팔, 녹색당, 그리고 타흐터 달러들이 연합한 아일랜드의 28번째 정부를 구성했다. 이 정부는 처음에 세 명의 독립적인 타흐터 달러의 지지를 받았다. 그가 외교부 장관을 위해 메리 코플런을 선택했고, 재무장관으로 브라이언 레니한을 선택한 것은 《아이리시 타임스》에 의해 부적절하다는 비판을 받았다.

### 리스본 조약
2008년 6월, 12일 아일랜드 유권자들이 리스본 조약 비준을 거부한 것은 일부 언론과 정치 관측통들에 의해 카우언과 그의 정부에 대한 항의로 여겨졌다. 《아이리시 인디펜던트》는 실패한 국민투표의 여파를 정부의 "수십 년 만에 가장 큰 정치적 위기"라고 불렀다. 칼럼니스트 브렌든 오코너는 이 결과를 "카우언과 그를 그곳에 있게 한 사람들에게 굴욕적인 실패"라고 불렀다. 2008년 5월 12일, 라디오 인터뷰에서 그가 리스본 조약을 완전히 읽지 않았다고 인정했을 때, 총리 자신도 자신의 입장에 치명적인 타격을 입었다고 주장했다. 이 조약은 결국 2009년 10월에 열린 제2차 리스본 국민투표에서 헌법 제28조 수정안이 승인되면서 아일랜드 유권자들에 의해 승인되었다.

### 2009년 예산
카우언은 2008년 10월 14일에 2009년 아일랜드 정부 예산안을 발표했는데, 이는 글로벌 금융 위기로 인해 평소 12월 날짜보다 앞당겨졌다. "여러 해 중 가장 힘든 시기"라는 제목의 이 예산안에는 소득 부과 제안과 여학생들을 위한 HPV 백신 철회와 같은 여러 논란의 여지가 있는 조치가 포함되어 있었다. 예산의 다른 결과로는 특정 기준을 초과하는 모든 근로자에게 새로운 소득 부과가 부과되고 북아일랜드 국경 근처의 여러 군 막사가 폐쇄되는 등이 있었다.
의료 카드 철회와 대학 등록금 복원 제안에 대한 대중의 항의가 일어났다. 교사와 농부들 사이에서 일련의 시위가 이어졌고, 2008년 10월 22일에는 최소 25,000명의 연금 수급자와 학생들이 더블린 킬데어 스트리트의 린스터 하우스 정부 건물과 메리온 스트리트의 총리 부서 밖에서 연대하여 내려왔다. 심지어 일부 연금 수급자들은 더블린 거리에서 시위가 서로 지나가면서 학생들을 응원하는 모습도 목격되었다. 교육에 대한 변화로 인해 개신교 중등학교가 겪을 불균형적인 수준의 삭감을 놓고 아일랜드 교회 주교 3명과 장관급 회의가 열렸다. 로마 가톨릭교회의 대표들은 오키프로부터 교회의 후원을 받지 않는 초등학교 학생들에게 종교 교육을 계속 제공할 수 있을 것이라고 보장받았다.